# Дебін
Дебін (рос. Дебин) — селище міського типу в Ягоднинському районі Магаданської області.
Населення — 698 осіб (2014).

## Географія
Географічні координати: 62°21' пн. ш. 150°46' сх. д. Часовий пояс — UTC+10.
Відстань до районного центру, селища Ягодне, становить 72 км, а до обласного центру — 451 км. Через селище протікає річка Колима. На 4 км вище за течією Колими розташована річка Дебін.

## Історія
Селище побудоване в 1935 році поблизу раніше організованої в цьому місці переправи через Колиму. Спочатку поселення носило назву Переправа.
5 травня 1937 року через річку було завершено будівництво моста, через що згідно з наказом по Дальстрою від 28 червня 1937 року селище отримало сучасну назву, яка в перекладі з якут. дъэбин — «іржа». Причиною такої назви, очевидно, стали сопки червонувато-жовтого кольору, які оточують долину річки.
У кінці 1940-х років у Дебін переведена Центральна лікарня Управління Північно-Східних виправно-трудових таборів (УПСВТТ). У літературі і в спогадах тих років вона відома як Центральна лікарня «Лівий берег». У 1950-60 роках на базі лікарні існувало медичне училище, де навчалися студенти з Магаданської області, Якутії та Чукотки. У Дебінській лікарні лікувався, а потім працював фельдшером письменник Варлам Шаламов — автор «Колимських розповідей».
На початку 1990-х років у селищі продовжували працювати пошта, кінотеатр, школа і дитячий садок.
У 2014 році поблизу Дебіна через річку Колиму було побудовано новий міст із двосмуговим рухом.

## Населення
Чисельність населення за роками:
| 1959 | 1970 | 1979 | 1989 | 2002 | 2010 | 2014 |
| ---- | ---- | ---- | ---- | ---- | ---- | ---- |
| 4759 | 2037 | 2921 | 2387 | 921  | 721  | 698  |

За даними перепису населення 2010 року на території селища проживала 721 особа. Частка чоловіків у населенні складала 49,9% або 360 осіб, жінок — 50,1% або 361 особа.